# Stargate: L'arca della verità
Stargate: L'Arca della Verità (Stargate: The Ark of Truth) è un film del 2008 diretto da Robert C. Cooper.
Si tratta di un film direct-to-DVD, il primo tratto dalla serie televisiva Stargate SG-1.
Il film racconta come si concludono i capitoli ancora aperti della serie e la vicenda degli Ori. Inoltre narra come l'SG-1 riesce a fermare l'avanzata degli Ori usando un'antica arca costruita dagli Antichi in grado di fermare gli Ori.

## Trama
Gli Alterani furono costretti a lasciare la loro galassia per sfuggire agli Ori e trasferirsi nella nostra. Sia gli Alterani che gli Ori avevano scoperto i segreti dell'ascensione, ma avevano forti ideologie contrapposte: gli Alterani praticavano una politica di non intervento, mentre gli Ori si fecero venerare come dèi, così da far accrescere il loro potere. Gli Ori però non erano sinceri con i loro sudditi, infatti promettevano l'ascensione a chi li venerava, ma non mantenevano mai questa promessa. Con queste premesse la guerra fu inevitabile, e gli Alterani furono sul punto di perderla. Idearono così un manufatto che avrebbe risollevato le sorti della guerra: un'arca che avrebbe fatto capire ai fedeli degli Ori le menzogne dei loro falsi dei. Ma gli Alterani, rispettando la loro regola di non-intervento, decisero di non usare l'arca ma bensì di scappare nella nostra galassia, tenendone l'esistenza all'oscuro degli Ori.
Milioni di anni dopo l'SG-1 è alla ricerca dell'arca, unico mezzo per contrastare l'esercito Ori che sta invadendo la galassia. Secondo il dottor Daniel Jackson l'arca si trova nelle rovine di Dakara, distrutta completamente dagli Ori in un precedente attacco. La squadra sembra riuscire nel suo intento trovando quella che sembra l'arca che stavano cercando. Proprio in quel momento alcune truppe Ori tornano sul pianeta e una guarnigione di soldati guidati da Tomin e da un priore catturano l'SG-1. L'arca viene aperta dallo stesso Tomin su ordine del priore, ma il manufatto in questione non si rivela quello originale. A questo punto il priore ordina a Tomin di uccidere i membri dell'SG-1, ma questi si rifiuta perché aveva dato la propria parola a Vala Mal Doran che se si fossero consegnati li avrebbe risparmiati, e gli stessi insegnamenti Ori dicono che la lealtà è una virtù indispensabile per un fedele. Il priore, in collera, cerca allora di usare i suoi poteri, ma con l'incredulità dei soldati Ori non ci riesce dal momento che l'SG-1 attiva il dispositivo anti-priore, in grado di annullare le capacità eccezionali di questi ultimi, che sono origine tecnologica e non divina. Allora il priore cerca di usare un bastone Ori, ma il colonnello Cameron Mitchell riesce ad ucciderlo prima che possa farlo. Tomin non può più negare l'evidenza come ha fatto in passato, quini rinnega gli Ori e si unisce all'SG-1, che torna sulla Terra.
Le ricerche dell'arca conducono alla galassia Ori, per cui Tomin e un rappresentante dell'IOA, James Marrick, si imbarcano sulla nave Odyssey attraversando il Super Stargate per arrivare a destinazione. La missione è trovare l'arca ed usarla per rimuovere i priori dal controllo degli Ori, i quali senza la loro fedeltà e venerazione perderebbero il potere così accumulato, che rimarrebbe in quantità esigua sono nelle mani di Adria.
Il piano non va come previsto, infatti l'IOA non crede che il piano dell'SG-1 sia attualizzabile e incarica Marrick di ricreare con l'interfaccia Asgard dell'Odyssey un Replicatore, sperando che si riproduca e contamini la galassia Ori.
Ora l'equipaggio dell'Odyssey, sola nella galassia nemica, dovrà fronteggiare sia le navi Ori sia i replicatori moltiplicatisi al suo interno mentre l'SG-1 è su Celestis, pianeta natale degli Ori, per completare la sua missione.

## Produzione
Moltissimi fan di Stargate SG-1 si sono lamentati della chiusura della serie, anche dopo la realizzazione del film. Ma la calante popolarità di SG-1, insieme al ribasso degli ascolti, indicano che ormai gli ingranaggi della serie che facevano attaccare allo schermo migliaia di fan si stiano logorando. Quindi la produzione decide di fare tabula rasa e di riassumere le vicende che si sarebbero raccontate dalla fine della decima stagione agli inizi della undicesima e raccontarle in un solo lungometraggio che avrebbe finalmente chiuso il ciclo degli Ori e permesso agli autori di avere mano libera nei film successivi basati sempre su Stargate SG-1. Infatti, nello scrivere Stargate: L'arca della verità, gli autori hanno avuto il difficile compito di chiudere la serie seguendo precise linee guida e nello stesso tempo rendendo avvincente la storia. I creatori del film sono stati molto entusiasti del risultato, soprattutto per la grafica e gli effetti speciali, in cui è stata spesa una gran parte del budget messo a disposizione, pari a 7 milioni di dollari. Il film è stato distribuito subito in forma Direct-to-DVD, vendendo oltre 535 501 copie e incassando oltre 9 milioni di dollari.

## Distribuzione
Il film è stato direttamente distribuito in DVD ed è stato messo in commercio negli USA l'11 marzo 2008 e in Italia il 29 aprile dello stesso anno. Dopo il periodo vendita, il film è stato mandato in onda in TV. La prima messa in onda in Europa fu il 24 marzo 2008 su Sky One e in Italia è stato possibile vederlo in chiaro il 20 novembre 2008 su LA7.